# Sträusschen
Sträusschen ist ein Walzer von Johann Strauss (Sohn) (op. 15). Das Werk entstand im Jahr 1845 und wurde am 20. Juli des gleichen Jahres anlässlich der Wiedereröffnung des renovierten Ballsaals Goldener Strauß im Gebäude des Theaters in der Josefstadt in Wien uraufgeführt. Die angebende Schreibweise des Titels entspricht der Originalnamensgebung.

## Einzelnachweis
1. ↑  Quelle: Englische Version des Booklets (Seite 88) in der 52 CDs umfassenden Gesamtausgabe der Orchesterwerke von Johann Strauß (Sohn), Hrsg. Naxos (Label). Das Werk ist als zweiter Titel auf der 33. CD zu hören.